# Mesochria intermedia
Espèce
Mesochria intermedia est une espèce de diptères nématocères de la famille des Anisopodidae.